# Ctenopoma
Ostnovec (Ctenopoma) je rod sladkovodních afrických labyrintních ryb z čeledi lezounovití.

## Druhy
Seznam různých druhů:
- Ctenopoma acutirostre (Pellegrin, 1899) - Ostnovec skvrnitý
- Ctenopoma argentoventer[2] (Ahl, 1922) - Ostnovec stříbrobřichý
- Ctenopoma ashbysmithi (Banister & Bailey, 1979)
- Ctenopoma breviventrale[2] (Pellegrin, 1938)
- Ctenopoma ctenotis [2] (Boulenger, 1920)
- Ctenopoma garuanum (Ahl, 1927)
- Ctenopoma houyi[2] (Ahl, 1927)
- Ctenopoma kingsleyae (Günther, 1896) - Ostnovec skvrnoocasý
- Ctenopoma machadoi (Fowler, 1930)
- Ctenopoma maculatum (Thominot, 1886)
- Ctenopoma multispine (Peters, 1844)
- Ctenopoma muriei (Boulenger, 1906)
- Ctenopoma nebulosum (Norris & Teugels, 1990)
- Ctenopoma nigropannosum (Reichenow, 1875)
- Ctenopoma ocellatum (Pellegrin, 1899)
- Ctenopoma oxyrhynchum (Boulenger, 1902) - Ostnovec listový
- Ctenopoma pellegrini (Boulenger, 1902)
- Ctenopoma petherici (Günther, 1864)
- Ctenopoma riggenbachi[2] (Ahl, 1927)
- Ctenopoma togoensis[2] (Ahl, 1928)
- Ctenopoma weeksii (Boulenger, 1896)